# Anton Mussert

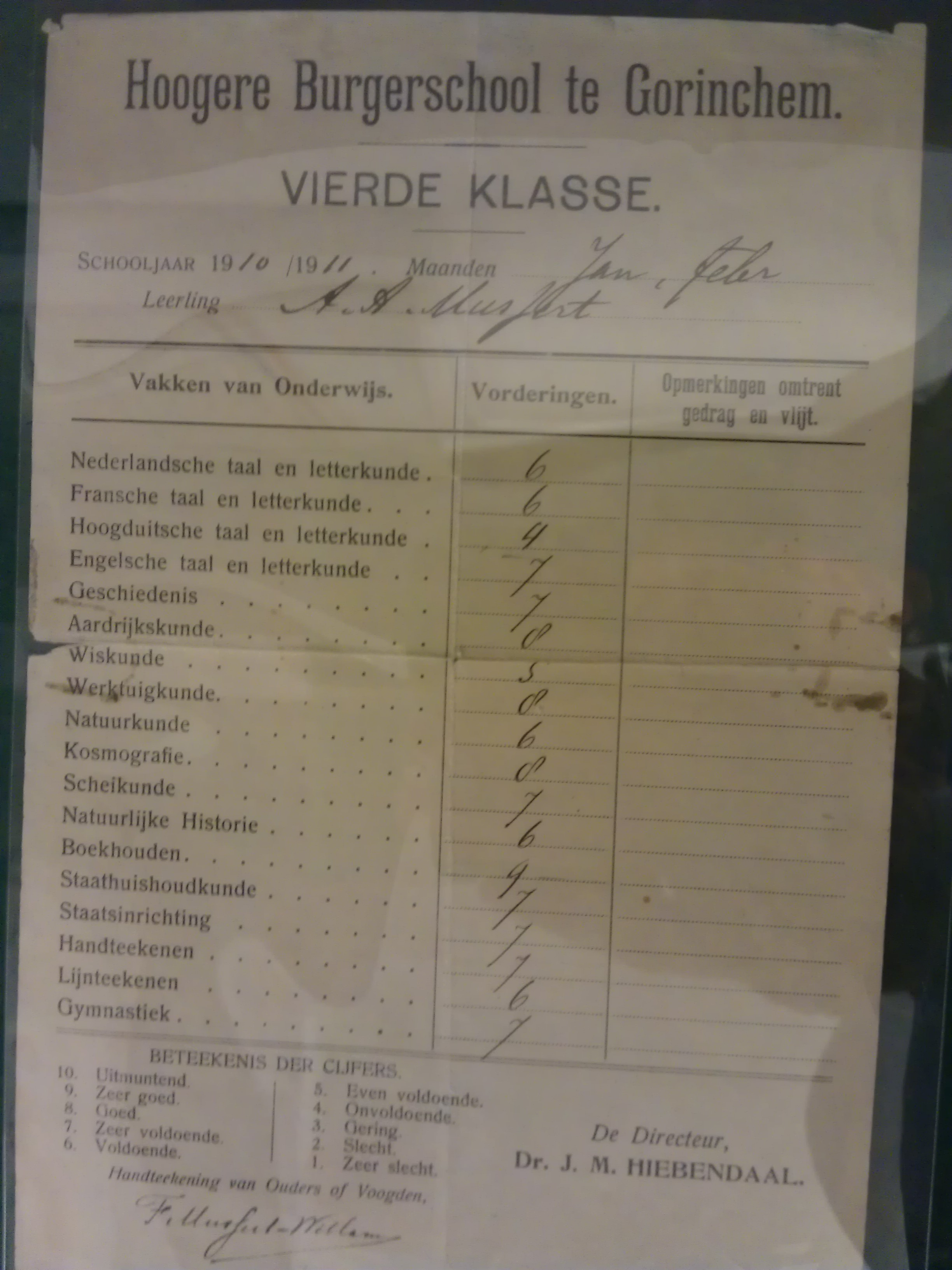
Schoolrapport (HBS, 4e klas, 1910-1911) van Anton Mussert. Hij was goed in boekhouden (een 9) en slecht in Duits (4) en wiskunde (5)

Anton Adriaan (Ad) Mussert (Werkendam, 11 mei 1894 – Den Haag, 7 mei 1946) was een Nederlands politicus en ingenieur die als een van de oprichters leiding gaf aan de Nationaal-Socialistische Beweging in Nederland (NSB) en in de jaren van de Tweede Wereldoorlog collaboreerde met de nazi's. De bezetters, de NSB en hun sympathisanten presenteerden hem van 1942 tot mei 1945 als de leider van Nederland. Na de bevrijding werd hij schuldig bevonden aan hoogverraad en ter dood veroordeeld. Op 7 mei 1946 werd hij geëxecuteerd op de Waalsdorpervlakte.

## Jeugd- en studiejaren, privéleven
Anton Mussert werd geboren als het vierde kind van de hoofdonderwijzer van de hervormde lagere school in Werkendam, een dorp in het land van Heusden en Altena – het waterrijke gebied tussen de provincies Gelderland, Zuid-Holland en Noord-Brabant. Daar werd hij op 24 juni 1894 hervormd gedoopt. Hij groeide op in een gezin en een omgeving waarin gezag, of dat nu van God, de landsregering of de vader des huizes afkomstig was, als het centrale element in het leven werd beschouwd. Deze getrouwheid aan het gezag, gesymboliseerd door het huis van Oranje, werd in huize Mussert gekoppeld aan die andere traditioneel-Hollandse deugden, namelijk spaarzaamheid, ijver en fatsoen. Na de lagere school bezocht Anton Mussert (hij werd in de familiekring 'Adje' genoemd) de Rijks-HBS in Gorinchem, waar hij in 1912 het einddiploma behaalde. Evenals zijn oudere broer Jo Mussert wilde hij beroepsofficier worden, niet zoals deze bij de landmacht, maar meer in de vaderlandse traditie, bij de marine. Hij werd echter afgekeurd. In de literatuur worden twee verschillende redenen van afkeuring gegeven: zijn lengte (dr. P.J. Ritter schrijft dit op basis van een gesprek met Mussert in zijn boekje Over Mussert uit 1934) en een oogdefect (de advocaat van Mussert zegt dit tijdens het proces tegen Mussert, maar voert daarvoor geen bewijs aan). Toen besloot hij weg- en waterbouwkunde te gaan studeren aan de Technische Hogeschool te Delft. Begin januari 1913 overleed zijn vader. Mussert vereerde hem en raakte door zijn dood in een diepe depressie.
Bij het uitbreken van de Eerste Wereldoorlog werd hij opgeroepen voor het vervullen van zijn dienstplicht en bracht het tot korporaal bij de vesting-artillerie. Een ernstige nierziekte was er de oorzaak van dat hij voortijdig werd afgekeurd. Thuis werd hij verpleegd door een zuster van zijn moeder, Maria. De 38-jarige Maria ('Rie') Witlam (1876-1951) en de achttien jaar jongere Anton vatten een diepe genegenheid voor elkaar op en traden ondanks allerlei bezwaren – vooral zijn moeder had moeite met de gedachte aan een zuster annex schoondochter en een zoon annex zwager – in 1917 met elkaar in het huwelijk in het Gelderse Rheden. Hij kreeg hiervoor dispensatie van Koningin Wilhelmina. In 1915 hervatte hij zijn studie aan de Technische Hogeschool in Delft. In 1918 slaagde hij cum laude voor het examen civiel ingenieur.
Met name gedurende de bezettingstijd werd met zijn huwelijk de spot gedreven ('Wie het goede ras wil houwen, moet met zijn tante trouwen'). Mussert had daarbij ook verschillende affaires, waarvan die met zijn achternichtje Marietje Mijnlieff (1923-2016) de meest bekende was. In 1943 kocht zijn nicht Helena Mijnlieff-Verburg met financiële hulp van Mussert het landhuis (Eik en Linde) op de Amersfoortsestraatweg 36 in Naarden. Het huis zelf werd op naam van Helena Verburg geregistreerd. Mussert verbleef daar regelmatig. Tegen die tijd was Maria tegen de 70 en genoot hij volop belangstelling van jongere vrouwen uit de beweging. Mussert overwoog zelfs te scheiden. Van Geelkerken, Rost van Tonningen en zelfs de Duitsers hadden hier kritiek op. Hoewel het huwelijk met zijn tante als tegennatuurlijk werd beschouwd, werd het schandaal van een scheiding erger geacht en vond iedereen het maar beter als Mussert bij Maria bleef.

## Ingenieur
Mussert studeerde in de zomer van 1918 af (met lof). Belangrijke ingenieurs die tegelijkertijd afstudeerden waren Wim Schermerhorn, Cornelis Vreedenburgh en Paul Josephus Jitta. Via een baan bij Rijkswaterstaat (bij het ontwerpbureau van de nieuwbouw van de sluis bij IJmuiden, hij zat daar aan dezelfde tafel als de Joodse Josephus Jitta, waarmee hij een vriendschapsband opbouwde) kwam hij in 1920 te werken bij de Provinciale Waterstaat van Utrecht. Hij was hier ingenieur en later hoofdingenieur, toen hij door intriges zijn voorganger opvolgde. Mussert regelde later zelf zijn beeldvorming als bekwame ingenieur door uitgave van het boek Mussert als ingenieur (1944) door ir. J. Homan van der Heide bij de NSB-uitgeverij Nenasu. Verscheidene van zijn ontwerpen zijn uitgevoerd en functioneren nog steeds, zoals de Mussertpalen in de provincie Utrecht die de grenzen tussen provinciale grond en particulier eigendom markeren. Hij ontwierp bruggen en droeg bij aan de afwatering van de Gelderse Vallei en de totstandkoming van het Amsterdam-Rijnkanaal, waar hij voorstelde schutsluizen weg te laten. Een aantal keren diende hij een nieuw plan in, zonder erbij te zeggen dat het niet origineel was, bijvoorbeeld voor het weglaten van een kanaal tussen de toekomstige Markerwaard en Flevopolder (artikel in De Ingenieur, 1921), een getijdencentrale in de Westerschelde (1923) en een voorstel voor autowegen (boekje Vrij baan voor de toekomst..., 1931).
Mussert werd vaak omschreven als een eigengereide man die niet kon samenwerken.

## Politieke bewustwording
Mussert was aanvankelijk lid van de Liberale Staatspartij De Vrijheidsbond. In 1925 sloten Nederland en België een overeenkomst die erop neerkwam dat de haven van Antwerpen via een kanaal werd verbonden met de Rijn en zo met het Duitse achterland. Een grote klap voor met name Rotterdam, dat zijn concurrentiepositie ernstig bedreigd zag. Mussert, de waterstaatman, kon niet aanvaarden dat het vaderland de eigen belangen zo slecht behartigde en begon met een aantal anderen een buitenparlementaire actie. Hij richtte het Nationaal Comité op en werd er zelf secretaris van. Met een mengeling van waterstaatkundige, financiële en politieke argumenten slaagde het comité erin voldoende verzet tegen het verdrag te organiseren om het, nadat het in de Tweede Kamer was aangenomen, door de Eerste Kamer te laten verwerpen op 24 maart 1927. De minister van Buitenlandse Zaken, jonkheer mr. dr. H.A. van Karnebeek, trad af. Mussert werd lid van de Nationale Unie van professor Carel Gerretson, een ultrarechtse groepering.
Mogelijk dat het succes van deze actie van het Nationaal Comité Mussert ertoe heeft gebracht te denken dat hij ook als politiek leider van een partij voor nationaal reveil een goed figuur zou slaan. Interessant is dat hij in het comité samenwerkte met onder anderen Cornelis van Geelkerken, met wie hij later de NSB zou oprichten, en mr. Johannes Zaaijer, die in 1946 de doodstraf tegen hem zou eisen. In hetzelfde jaar – 1927 – dat het Belgisch Verdrag werd verworpen, werd Mussert benoemd tot hoofdingenieur bij de Provinciale Waterstaat. Daarmee had zijn kortstondige carrière in de landelijke politiek ten einde kunnen zijn. Hij verklaarde zelf tenminste:
Ik dacht er niet meer aan mij in de politiek te begeven en stortte mij met inspanning van al mijn krachten op de zee van werk welke mij wachtte.
Desondanks liet de gedachte aan een nationale opwekkingsbeweging hem niet helemaal los; steeds meer was het hem duidelijk geworden dat het vaderland in grote nood verkeerde, maar dat het klimaat van defaitisme en uitzichtloosheid door de zittende politieke partijen niet doorbroken kon worden. Ze maakten immers zelf deel uit van die apathie. Mussert was ervan overtuigd dat door het falen van de democratie het land onherroepelijk afgleed naar het communisme. Dat was na 24 oktober 1929, het begin van de crisis op de effectenbeurs van New York, geen originele visie, maar min of meer gemeengoed bij – vooral – de kleine burgerij, waartoe Mussert qua afkomst en aanleg behoorde. In zijn 'Verantwoording', geschreven in 1945 na zijn arrestatie, verklaarde hij:
Ons volk moest weer leren nationaal te zijn. Zoiets als het Belgisch Verdrag zag ik als gebrek aan nationaal zelfrespect. Sinds 1918 was dit systematisch ondermijnd op elk gebied. De nationale geest moest worden opgebouwd weer van onderaf aan. Een nationaal réveil was noodzakelijk. Daartoe is de NSB opgericht.

## Oprichting van de NSB

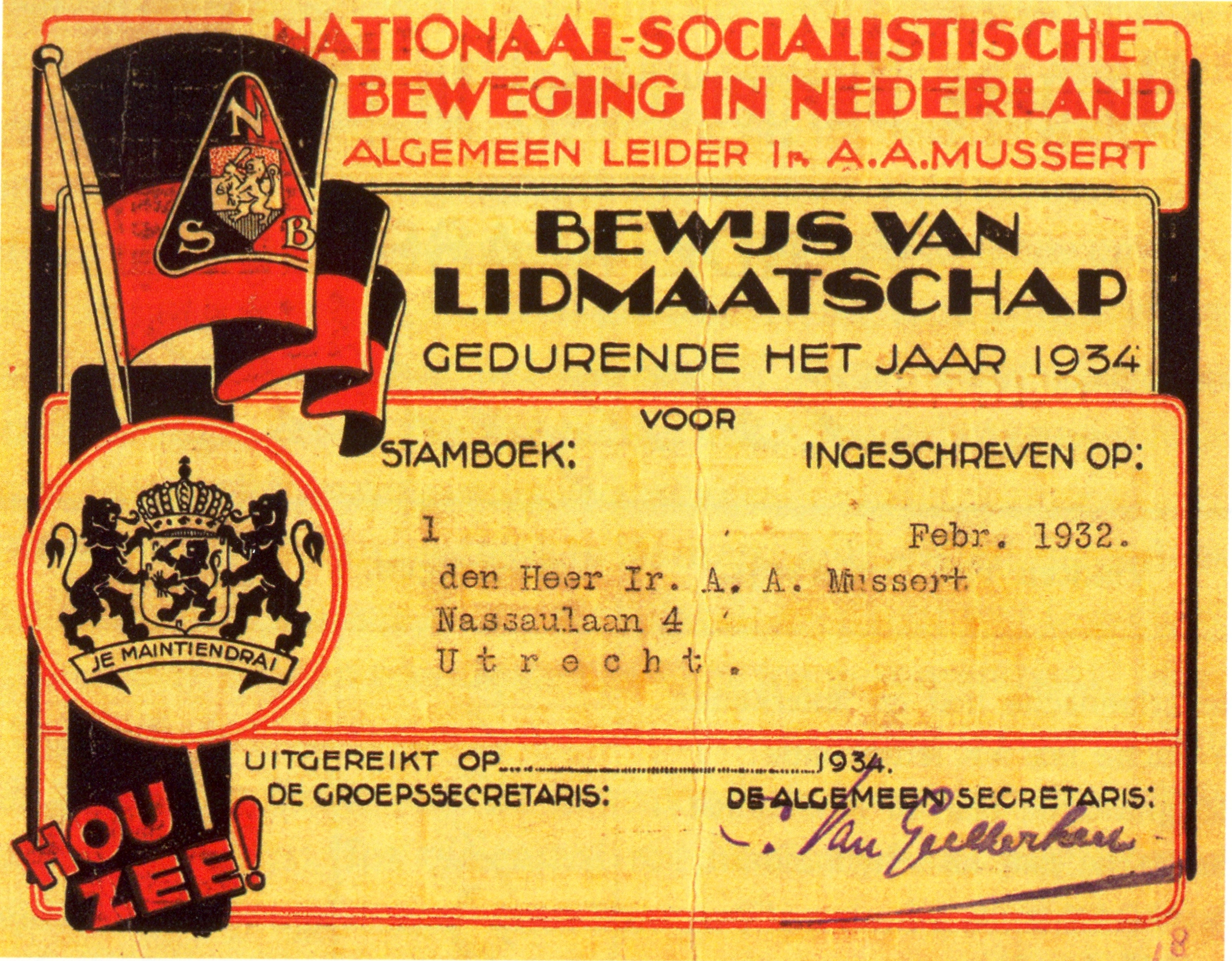
Musserts lidmaatschapskaart (1934) van de NSB

In 1931 was Mussert samen met Cornelis van Geelkerken oprichter van de NSB. Mussert wees aanvankelijk de Duitse rassenleer en het antisemitisme als on-Nederlands krachtig van de hand. Met de komst van Meinoud Rost van Tonningen werd de partij radicaler, volkser en antisemitischer. De NSB haalde halverwege de jaren 30 maximaal 8% van de stemmen bij de verkiezingen.

## Nederlands-Indië
Om ook in Nederlands-Indië voet aan de grond te krijgen met zijn ideologieën, maakte hij in 1935 een reis naar Nederlands-Indië. Hij werd tweemaal door de gouverneur-generaal, jhr. B.C. de Jonge, in audiëntie ontvangen. In 1935 had de NSB in Nederlands-Indië reeds 5000 leden en had daarmee aanvankelijk een groter succes dan in het moederland.

## Guyanaplan
Als oplossing voor de Joodse vluchtelingencrisis, die ontstaan was door de antisemitische politiek van Adolf Hitler, stelde Mussert in 1938 voor de drie Guiaanse kolonies (Brits- en Frans-Guyana en Suriname) om te vormen tot een "Joodsch Nationaal Tehuis" waar de Joden heen getransporteerd konden worden. Als compensatie voor het afstaan van Suriname zou Nederland een deel van Portugees Mozambique ontvangen. Het idee werd besproken in de Tweede Kamer, maar afgekeurd.

## Tweede Wereldoorlog

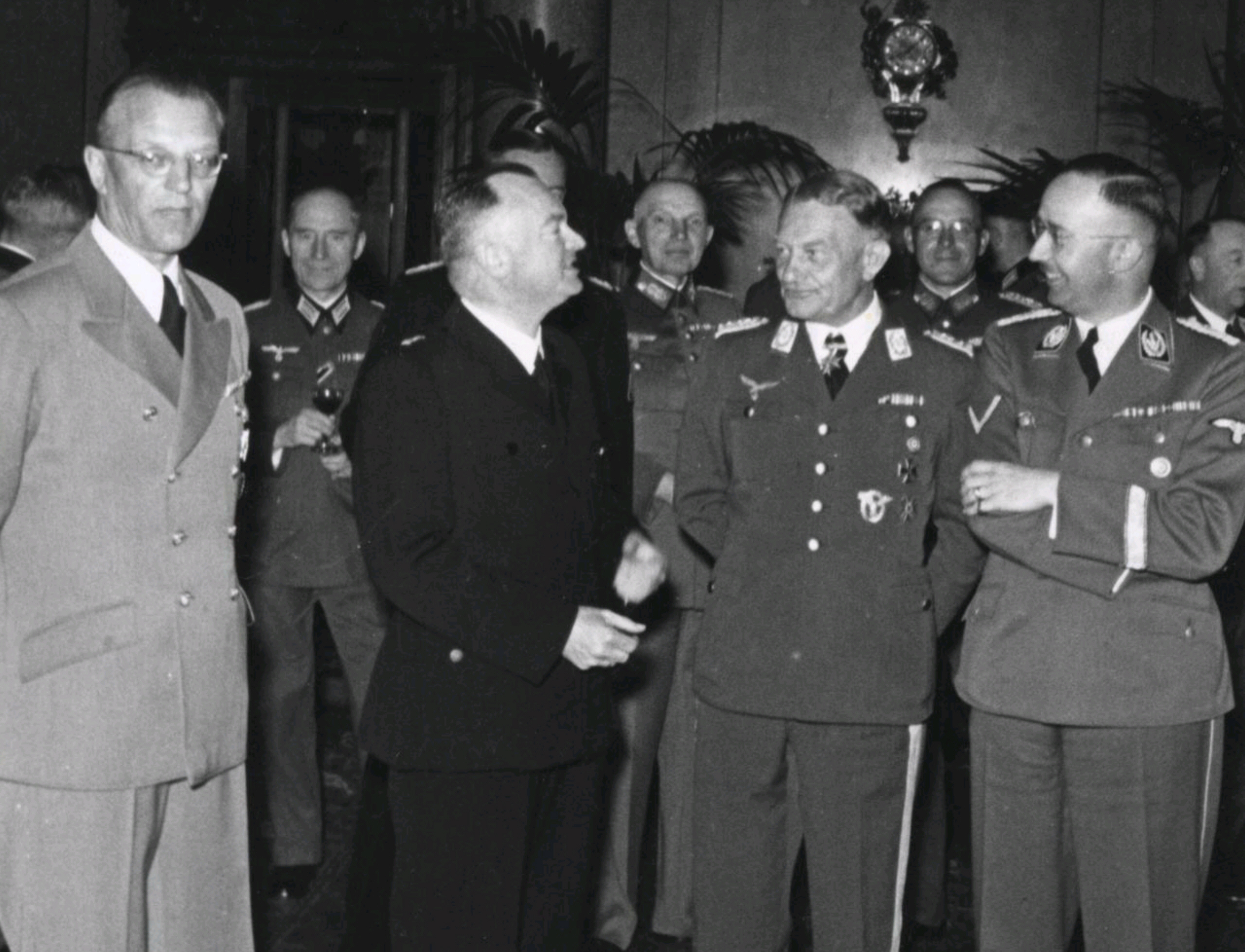
Reichskommissar Seyss-Inquart (links op de foto) en Anton Mussert worden op 19 mei 1942 door Wehrmachtgeneraal Friedrich Christiansen (midden-rechts) en Reichsführer-SS Heinrich Himmler (rechts) ontvangen.

Toen de oorlog uitbrak, dook Mussert, die niet betrokken was bij de Duitse inval, onder. Hij beroemde zich erop zelf de eerste onderduiker in de oorlog te zijn geweest. Na de capitulatie van de Nederlandse strijdkrachten kwam Mussert tevoorschijn en wierp zich op als vertegenwoordiger van het Nederlandse volk. Mussert maakte zich sterk voor de oprichting van een Groot Nederland binnen het Duitse Rijk, waarin Nederland zou worden samengevoegd met Vlaanderen, Frans-Vlaanderen en later ook met Wallonië. De Duitse bezetters namen dit plan echter niet serieus. Ook Mussert zelf werd door de Duitsers niet echt serieus genomen. Wel mocht Mussert in 1941 persoonlijk de eed van trouw aan Adolf Hitler zweren. Voor het Nederlandse volk en de gewone partijgenoten werd dit geheim gehouden.
Tijdens de oorlog verrijkte Mussert zich bijzonder. Door afpersing van Joodse bedrijven en toe-eigening van Joods onroerend goed wist hij een vermogen van circa 900.000 gulden (wat omgerekend naar de koopkracht van 2012 overeenkomt met een vermogen van ruim tien miljoen euro) bij elkaar te sprokkelen.
In 1942 werd Mussert door de Duitse bezetters erkend als leider van het Nederlandse volk. Mussert was tijdens de oorlog een tegenstander van het opgaan van Nederland in een "Groot-Duits Rijk" of een "Groot-Germaans Rijk" en hij voerde hierover een felle strijd met Meinoud Rost van Tonningen. Anton Mussert was een zwakke leider in een weinig overtuigende nationaalsocialistische partij die nog door een groot deel van de Nederlanders werd geminacht. Bij de Duitse bezetter had Mussert weinig krediet. Hitler en de SS zagen niets in deze in hun ogen onbeduidende politicus. Musserts pogingen om zich als een imponerende leider à la Mussolini te presenteren deden geforceerd aan zodat hij zelfs in eigen kring belachelijk werd gemaakt. Aan het einde van de oorlog durfde Mussert zelfs zijn reispapieren niet meer door de Duitse bezetter te laten verlengen; hij was bang dat dat zou worden geweigerd. Mussert bleef tot het einde toe trouw aan Hitler. Toen op 1 mei 1945 het bericht kwam dat Hitler op 30 april 1945 gestorven was, prees Mussert in een proclamatie Hitler nog.

### Plan-Frederiks
In 1942 stelde de Nederlandse secretaris-generaal van Binnenlandse Zaken, K.J. Frederiks, een plan op om een aantal Joden dat volgens hem van maatschappelijke waarde was (bijvoorbeeld kunstenaars en oorlogsveteranen uit de Eerste Wereldoorlog) veilig te stellen in een drietal huizen in Gelderland. Deze Joden zouden op die manier niet naar vernietigingskampen hoeven te worden gestuurd. Mussert had zelf een aantal Joodse vrienden en zijn partij had voor de oorlog enkele Joodse leden gehad, dus drukte Anton Mussert erdoor dat deze Joden in Villa Bouchina te Doetinchem geplaatst werden. Hij stelde hierop een lijstje samen  met in totaal 63 Joden, die de kans kregen om door de bezetter "beschermd" te worden, maar omdat deelname vrijwillig was, belandden er uiteindelijk slechts 9 personen in Villa Bouchina. In april 1943 werden deze zogenaamde 'Mussert-Joden' alsnog gedeporteerd naar het concentratiekamp Theresienstadt.

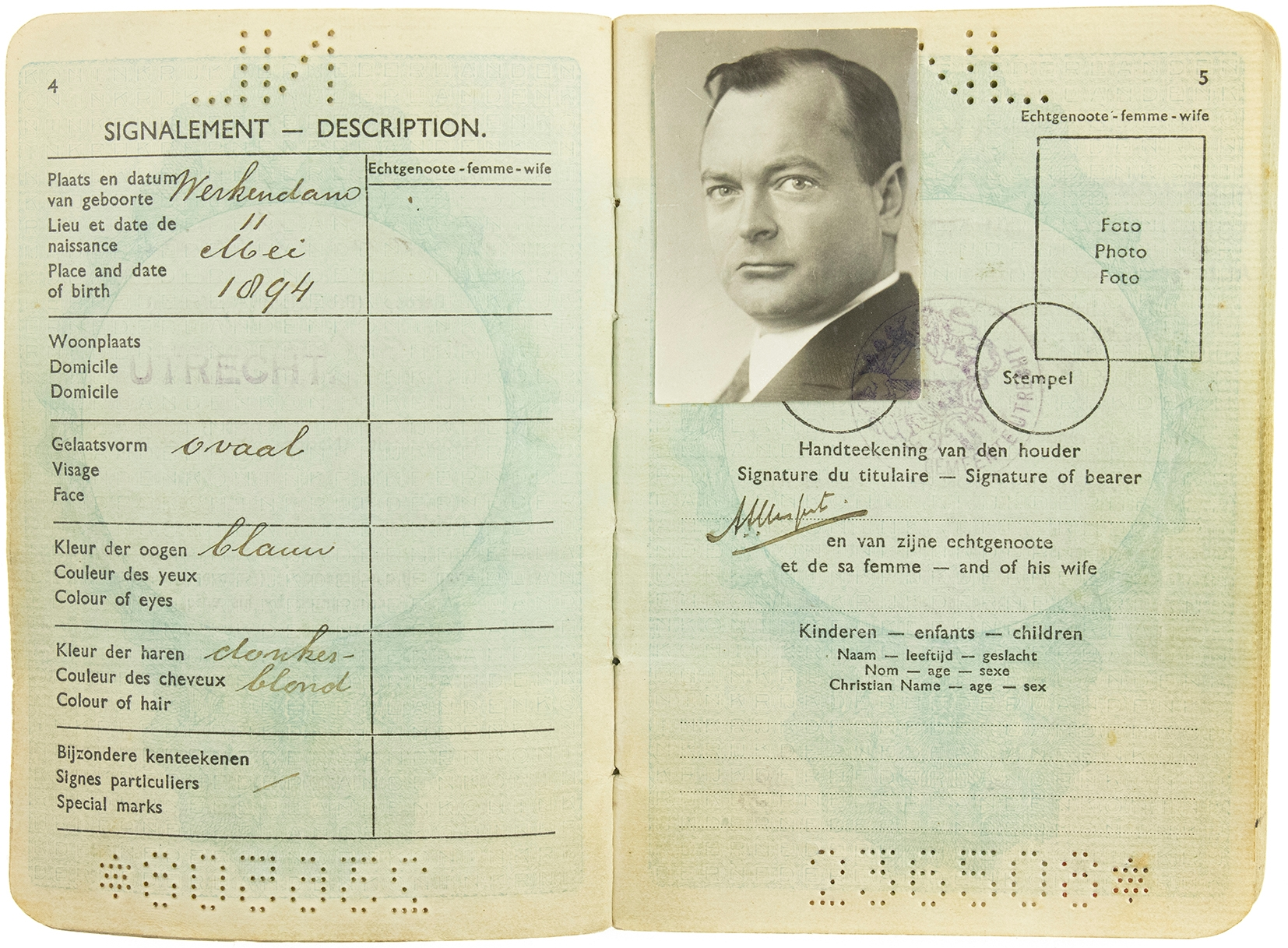
Paspoort Mussert, voorheen onderdeel van "de Soeten' collectie

## Arrestatie, veroordeling en terechtstelling

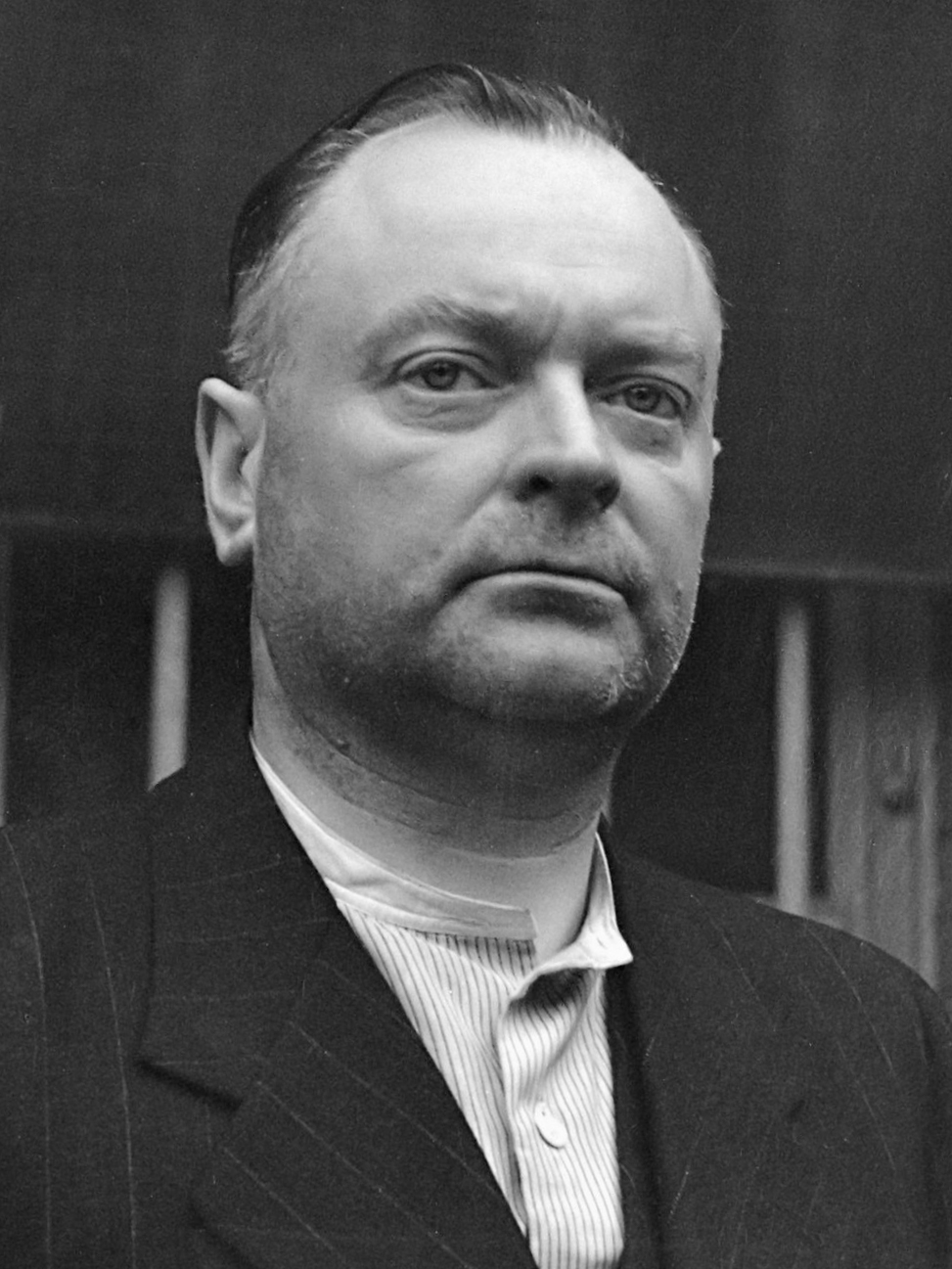
Anton Mussert, gevangen in Scheveningen (1945)

Een dag na de capitulatie van de Duitse troepen, werd Anton Mussert op 7 mei 1945 op zijn kantoor in het voormalige en door de NSB in gebruik genomen Kabinet der Koningin aan de Vijverberg in 's-Gravenhage gearresteerd. Mussert heeft niet geprobeerd om te vluchten of onder te duiken.
Vanuit de gevangenis schreef Mussert op 20 november 1945 een bewaard gebleven brief aan minister-president Schermerhorn, waarin hij verklaarde een geheime uitvinding op het gebied van de scheepvaart te hebben gedaan ("de vierde revolutie in de scheepvaart", beter dan de atoombom, mogelijk een enorme onderzeeër). Mussert zou deze uitvinding voor de Duitsers geheim hebben gehouden. Hij vroeg Schermerhorn om hem in contact te brengen met de Amerikaanse president Truman om zijn uitvinding, waarvan hij zei dat die van groot militair belang was, uit te leggen. Schermerhorn gaf hier geen gevolg aan. Mussert leerde Engels en hoopte naar de Verenigde Staten te mogen om aan zijn schip te werken.
Na een proces op 27 en 28 november 1945 werd hij op 12 december 1945 door het Bijzonder Gerechtshof in Den Haag ter dood veroordeeld wegens 'het bevorderen dat een aanslag wordt gepleegd om het Rijk onder vreemde heerschappij te brengen, plannen voorhanden te hebben ter voorbereiding van een aanslag op de grondwettige regering en hulpverlening aan de vijand.'
Hoewel Mussert direct na het einde van de Tweede Wereldoorlog door velen werd gezien als de 'landverrader bij uitstek' is de beschuldiging dat hij Nederland onder een vreemde (Duitse) heerschappij wilde brengen omstreden. Anders dan de op de SS georiënteerde vleugel van de NSB waartoe Blokzijl en Rost van Tonningen behoorden, was Mussert juist nationalistisch gezind. Een fascistisch Nederland zou in zijn ogen als onafhankelijke staat in het door Duitsland gedomineerde Europa kunnen voortbestaan. Anton Mussert heeft door zijn verbond met Adolf Hitler wel hulp aan de vijand geboden en verraad gepleegd aan de grondwettige regering.
Het doodvonnis werd op 20 maart 1946 door de Bijzondere Raad van Cassatie bevestigd. Op 7 mei 1946, precies een jaar na zijn arrestatie, werd Mussert op de Waalsdorpervlakte geëxecuteerd.

## Epiloog
In de nacht van zaterdag 16 op zondag 17 juni 1956 werd door leden van de Vlaamse Militanten Orde gepoogd Musserts stoffelijk overschot uit zijn ongemarkeerde graf onder een pad op de algemene begraafplaats van Den Haag te verwijderen. Nadat aanvankelijk de autoriteiten hadden bevestigd dat Musserts resten waren weggenomen, kwamen zij na een week met een ander verhaal. De onbekende daders zouden zich vergist hebben en de verkeerde resten hebben opgegraven. Op 23 oktober 1956 kreeg de adjunct-directeur van de begraafplaats opdracht om de stoffelijke resten van Mussert te begraven in een op de begraafplaats aanwezig algemeen knekelgraf, en 'deze resten met andere resten te mengen en wel zodanig dat herkenning uitgesloten moet worden geacht.' Zo geschiedde.
Sinds 1956 is er enkele malen beweerd dat zijn gebeente van de Haagse begraafplaats zou zijn ontvreemd en elders zou zijn ondergebracht. Deze voorstelling van zaken wordt niet ondersteund door de officiële weergave van de feiten.

## Diverse
- Spotliederen op Anton Mussert waren onder andere Mussert aan de suikerbieten hi ha ho, en Anton van Werckendamme. Dit werd gezongen op de wijs van het Wilhelmus. De beginletters van de acht coupletten vormden de naam A. Mussert.[11]
- Propagandaliederen van de NSB waarin Mussert specifiek benoemd werd waren onder andere Mussertman[12] [13] en De Zwarte Soldaten[14]
- Eerder stond in het Wikipedia-pagina over Anton Mussert: "Musserts laatste woorden zijn staatsgeheim en zullen 75 jaar na de executie openbaar worden gemaakt". De journalisten Djuna Kramer en Misha Melita deden onderzoek naar deze bewering. Het bleek hen dat er geen laatste woorden zijn vastgelegd en zij verwijderden de bewering.[15]